# (52965) Laurencebentz
(52965) Laurencebentz (désignation provisoire : 1998 TK17) est un astéroïde de la ceinture principale,.

## Description
(52965) Laurencebentz est un astéroïde de la ceinture principale. Il est découvert le 15 octobre 1998 par le projet ODAS sur le plateau de Calern à Caussols dans les Alpes-Maritimes (France). Il présente une orbite caractérisée par un demi-grand axe de 2,22 au, une excentricité de 0,12 et une inclinaison de 5,3° par rapport à l'écliptique.
L'astéroïde a été nommé en mars 2023 en hommage au médecin français Laurence Bentz (1958-2023). « Laurence Bentz était spécialisé en santé publique et en sciences de l'éducation. Elle a contribué à lutter contre l'épidémie de VIH-Sida à ses débuts, par son travail clinique, ses recherches épidémiologiques et pour améliorer l'adhésion des patients aux traitements complexes. Elle a aussi développé des interventions pour soutenir l'autonomisation des personnes atteintes de maladies chroniques ».